# Общак (фильм)
«Обща́к» (англ. The Drop) — криминальная драма режиссёра Михаэля Р. Роскама. Сценарий к фильму написал известный писатель Деннис Лихейн по своему рассказу Animal Rescue. Главные роли исполнили Том Харди и Джеймс Гандольфини, сыгравший здесь последнюю роль в своей карьере. «Общак», который вышел через год с лишним после его смерти, посвящён памяти Гандольфини.

## Сюжет
Боб Сагиновски работает барменом в одном из баров Бруклина. Несколько лет назад владелец бара Марв передал право собственности чеченским бандитам, и теперь бар является «общаком», через который незаконно отмываются деньги мафии. Марв недоволен тем, что Боб даёт выпивку за счёт заведения группе друзей, которые отмечают 10-ю годовщину убийства своего приятеля по имени Ричи Уилан.
По пути домой Боб слышит скулёж собаки и находит в мусорном баке около одного из домов раненого щенка питбуля. Во дворе дома он встречает хозяйку дома — Надю. Он оставляет собаку у Нади на некоторое время, чтобы понять, сможет он за ней ухаживать или нет.
Происходит ограбление бара двумя вооружёнными людьми в масках. Марв в бешенстве, от того, что Боб сказал детективу Торресу, расследующему это ограбление, что у одного из грабителей были сломанные часы. Позже чеченский бандит по имени Човка говорит Марву и Бобу, что они должны компенсировать украденные деньги. Марв встречается с одним из преступников, Фитцем, тем самым становится понятно, что он замешан в этом ограблении. Марв говорит Фитцу, чтобы его приятель избавился от часов, которые видел Боб, о которых теперь знают и полиция, и чеченцы. Далее следует спор Марва с сестрой Дотти о содержании больного отца в доме престарелых и каких денег это стоит. Становится понятен мотив действий Марва.
Боб решает оставить собаку и даёт псу имя — Рокко. Сидя в кафе с Надей, они решают, что Надя будет присматривать за Рокко, пока Боб на работе в баре. Боб видит шрамы на шее у Нади, и она признаётся, что сама их себе нанесла, когда у неё были проблемы с наркотиками. Во время прогулки в парке к Бобу с Рокко подходит прохожий по имени Эрик Дитц, и говорит Бобу, что у того хорошая собака. Позже Эрик приходит к Бобу домой и заявляет, что является владельцем собаки. Собака чипирована, и у Эрика есть сопроводительные документы. Эрик требует вернуть ему собаку.
Марв и Боб находят около бара сумку, в которой обнаруживают отрезанную руку со сломанными часами и украденные у них деньги. Боба начинает раздражать появление в баре Дитца вместе с Надей. Марв говорит, что Эрик опасен, и это он убил Ричи Уилана. Когда Боб решает поговорить с Надей, она, сквозь слёзы, говорит, что Эрик принуждает её быть вместе с ним, так как они были ранее близко знакомы. Марв и Боб возвращают деньги чеченцам, и Човка сообщает им, что их бар будет «общаком» в день Суперкубка.
Марв встречается с Фитцем и убивает его. Затем он встречается с Дитцем и убеждает его ограбить бар в день Суперкубка, сливая ему информацию об «общаке».
Дитц появляется в доме Боба и говорит ему, что заберёт собаку, что не будет её кормить, и когда пёс будет выть от голода, он разобьёт ему голову. Чтобы этого не произошло, он требует от Боба 10000$, и тогда он оставит собаку Бобу. Марв говорит Бобу, что он приболел и не выйдет на работу в день Суперкубка. Боб относится к этому с подозрением. В ночь Суперкубка Боб идёт на работу вместе с Рокко, берёт с собой 10000$ и пистолет, которые прячет в баре.
Дитц вламывается в дом Нади и заставляет её пойти в бар посмотреть Суперкубок. Недалеко, Марв в своей машине наблюдает за людьми, заходящими в бар.
Ночью, когда все посетители, кроме Дитца и Нади разошлись, Боб предлагает Дитцу 10000$ в обмен на документы на собаку. Вместо этого, Дитц говорит Бобу, что убьёт Надю, если Боб не отдаст деньги из сейфа «общака», который автоматически откроется в 2 часа ночи. Чтобы протянуть время, Боб рассказывает, что однажды ему пришлось убить одного человека из-за Марва, и звали этого человека Ричи Уилан. Что именно он, Боб, убил его, а не Эрик Дитц. После чего Боб достаёт пистолет и убивает Дитца. Испуганная Надя спрашивает, может ли она уйти. Боб её отпускает.
Подъехавшие чеченцы забирают деньги «общака» и избавляются от тела Дитца. Човка говорит Бобу, что в курсе дел Марва, и что Марв «решил отказаться от бара в пользу Боба». И теперь Боб полноправный владелец бара. Марв был застрелен на стоянке в своей машине.
Детектив Торрес появляется в баре Боба и приносит ему соболезнования из-за смерти Марва. Боб говорит, что считает смерть Марва случилась из-за неудачной попытки угона его машины. Но детектив Торрес считает, что это был обычный расстрел. Также он спрашивает, не видел ли он в последнее время Эрика Дитца, который бесследно пропал, также как и Ричи Уилан. Боб говорит, что не видел его и, наверное, скоро он появится. Дитц был пациентом психушки в то время, когда пропал Ричи Уилан. Торрес намекает Бобу, что тот в ответе за обоих пропавших.
Позже Боб приходит к дому Нади и приглашает её погулять с ним и Рокко. Надя идёт в дом за пальто, пока Боб ждёт её снаружи.

## В ролях
| Актёр              | Роль                    |
| ------------------ | ----------------------- |
| Том Харди          | Боб Сагиновски          |
| Нуми Рапас         | Надя                    |
| Джеймс Гандольфини | кузен Марв              |
| Маттиас Схунартс   | Эрик Дидс               |
| Джон Ортис         | детектив Эвандро Торрес |
| Элизабет Родригес  | детектив Румси          |
| Майкл Аронов       | Човка                   |
| Морган Спектор     | Андре                   |

## Производство
15 января 2014 года компания Fox Searchlight Pictures объявила, что фильм выйдет 19 сентября 2014. Фильм также сменил название на «The Drop».

## Награды и номинации
- 2014 — приз жюри кинофестиваля в Сан-Себастьяне за лучший сценарий (Деннис Лихейн).
- 2014 — специальное упоминание на Цюрихском кинофестивале.
- 2014 — участие в программе «Новые горизонты» на кинофестивале в Абу-Даби.
- 2015 — номинация на премию Лондонского кружка кинокритиков лучшему британскому актёру года (Том Харди).